# Michel Poffet (Fechter)
Michel Poffet (* 24. August 1957) ist ein ehemaliger Schweizer Degenfechter.

## Karriere
Michel Poffet wurde 1981 in Clermont-Ferrand und 1982 in Rom mit der Mannschaft Vizeweltmeister. 1979 in Melbourne gewann er mit ihr zudem Bronze. Dreimal nahm er an Olympischen Spielen teil: bei den Olympischen Spielen 1976 in Montreal gewann er im Mannschaftswettbewerb die Bronzemedaille. Zur Mannschaft gehörten neben Poffet Jean-Blaise Evéquoz, François Suchanecki, Christian Kauter und Daniel Giger. 1984 wurde er in Los Angeles mit der Mannschaft Neunter sowie im Einzel Fünfter. Vier Jahre darauf erreichte er in Seoul mit der Schweizer Equipe den fünften Platz. In der Einzelkonkurrenz belegte er den 15. Rang.